# 江苏省高淳监狱
江苏省高淳监狱是江苏省人民政府司法厅监狱管理局的直辖单位，一所中警戒等级监狱。位于南京市高淳区固城镇花山，固城镇东南，与安徽省宣城市的宣州区、郎溪县相邻。监狱占地9400余亩。也是高淳区的一个类似乡级单位。